# Фонякин, Алексей Фёдорович
Алексей Фёдорович Фонякин (3 апреля 1923, Сростки — 9 ноября 1975, Сростки) — советский артиллерист, старший сержант, командир орудия 797-го стрелкового полка 232-й стрелковой дивизии 40-й армии 2-го Украинского фронта. Полный кавалер ордена Славы.

## Биография
Родился 3 апреля 1923 года в селе Сростки Алтайского края в крестьянской семье. После окончания четырёх классов работал в колхозе «Знамя труда».
С 1941 года призван в ряды РККА и с 1942 года направлен в действующую армию — наводчик и командир орудия 797-го стрелкового полка 232-й стрелковой дивизии 40-й армии, воевал на 2-м Украинском фронте.
10 марта 1944 года наводчик орудия младший сержант А. Ф. Фонякин в бою за город Монастырище в составе расчёта прямой наводкой уничтожил орудие и несколько повозок противника, около десяти гитлеровцев, подавил огневую точку. 13 марта 1944 года в 27 км северо-западнее города Монастырище под сильным пулемётным огнём противника в составе батареи прямой наводкой уничтожил два орудия, пулемёт, три повозки с боеприпасами и до десяти гитлеровцев. За это 2 апреля 1944 года Указом Президиума Верховного Совета СССР А. Ф. Фонякин был награждён  орденом Славы 3-й степени.
С 17 по 18 апреля 1944 года в боях в районе населённых пунктов Мотка и Боанен младший сержант А. Ф. Фонякин отражая контратаки противника с открытой огневой позиции, уничтожил свыше отделения живой силы и подбил автомашину. 6 июня 1944 года Указом Президиума Верховного Совета СССР А. Ф. Фонякин был награждён орденом Славы 2-й степени.
С 23 августа по 15 сентября 1944 года командир орудия сержант А. Ф. Фонякин в районе населённых пунктов Брэтешть, Тикош и Кэсэрюке огнём из своего орудия уничтожил три пулемёта, две повозки и свыше двадцати солдат противника, подавил три пулемёта, чем содействовал успешному наступлению стрелковых подразделений. 28 апреля 1945 года Указом Президиума Верховного Совета СССР А. Ф. Фонякин был награждён орденом Славы 1-й степени.
В 1945 году  сержант А. Ф. Фонякин был тяжело ранен и был демобилизован из рядов Советской армии.  Умер 9 ноября 1975 года в селе Сростки Алтайского края.

## Награды
- Орден Славы I степени (1945)
- Орден Славы II степени (1944)
- Орден Славы III степени (1944)
- Орден Отечественной войны I степени (1943)
- Медаль «За отвагу» (1943)